# Red Lake Falls
Red Lake Falls ist eine Kleinstadt (mit dem Status „City“) und Verwaltungssitz des Red Lake County im US-amerikanischen Bundesstaat Minnesota. Das U.S. Census Bureau hat bei der Volkszählung 2020 eine Einwohnerzahl von 1.339 ermittelt.

## Geografie
Red Lake Falls liegt an der Mündung des Clearwater River in den Red Lake River. Nach den Angaben des United States Census Bureaus hat der Ort eine Fläche von 5,5 km², die vollständig auf Land entfällt.
Die Minnesota State Route 32 bildet die Hauptdurchgangsstraße des Ortes, Minnesota State Route 92 führt in der Nähe vorbei.

## Geschichte
Red Lake Falls war bereits 1796 oder 1797 eine Niederlassung der North West Company und damit eine der ersten europäischen Niederlassungen im heutigen Bundesstaat Minnesota. Der frankokanadische Pelzhändler Jean Baptiste Cadotte, ein Sohn des Pelzhändlers Alexander Henry, gründete den Handelsposten als Teil der Strategie, die Hudson’s Bay Company am weiteren Vordringen in das Red River Valley zu hindern. Zu Beginn des 19. Jahrhunderts wurde der Posten aufgegeben, als sich die britischen Pelzhändler aus den Vereinigten Staaten zurückzogen.
Das umliegende Gebiet wurde von Siedlern französischer Abstammung urbar gemacht, die von Pierre Bottineau angeführt wurden. Diese waren 1876 von ihren zwischenzeitlichen Haltepunkten im Ramsey und im Hennepin County mit Ochsenkarren in die Gegend gekommen. Diese Pioniere wurden 1878 durch eine Anzahl französisch-kanadischer Siedler aus Oberkanada ergänzt. Das Gebiet entwickelte sich zu einem Weizenanbaugebiet. 1878 gründeten Earnest Buse und sein Partner Otto Kankel am Zusammenfluss der beiden Flüsse eine Getreidemühle.
Die Stadt florierte in den 1880er und 1890er Jahren, als sowohl die Northern Pacific Railroad als auch die Great Northern Railway ihre Bahnstrecken durch die Stadt führten – beide Strecken sind inzwischen aufgegeben – und das Red Lake County vom Polk County 1896 abgespaltet wurde. Red Lake Falls wurde County Seat des neugegründeten Countys. Die größte Einwohnerzahl erreichte die Stadt im Jahr 1900; sie ist seitdem rückläufig.
Das letzte bedeutende Ereignis im Ort war am 27. August 1927 die Landung von Charles Lindberg mit seiner Frau auf dem nahegelegenen Flugfeld. Die Lindbergs befanden sich auf einer Reise durch den oberen Mittelwesten.

## Demografische Daten
Nach der Volkszählung im Jahr 2010 lebten in Red Lake Falls 1427 Menschen in 615 Haushalten. Die Bevölkerungsdichte betrug 259,5 Einwohner pro Quadratkilometer. In den 615 Haushalten lebten statistisch je 2,27 Personen.
Ethnisch betrachtet setzte sich die Bevölkerung zusammen aus 96,1 Prozent Weißen, 0,4 Prozent Afroamerikanern, 0,5 Prozent amerikanischen Ureinwohnern, 0,3 Prozent Polynesiern sowie 0,8 Prozent aus anderen ethnischen Gruppen; 2,0 Prozent stammten von zwei oder mehr Ethnien ab. Unabhängig von der ethnischen Zugehörigkeit waren 4,1 Prozent der Bevölkerung spanischer oder lateinamerikanischer Abstammung.
24,7 Prozent der Bevölkerung waren unter 18 Jahre alt, 57,6 Prozent waren zwischen 18 und 64 und 17,7 Prozent waren 65 Jahre oder älter. 50,5 Prozent der Bevölkerung war weiblich.

Das mittlere jährliche Einkommen eines Haushalts lag bei 37.083 USD. Das Pro-Kopf-Einkommen betrug 23.201 USD. 14,3 Prozent der Einwohner lebten unterhalb der Armutsgrenze.